# جورج إف. إمونز
جورج إف. إمونز (بالإنجليزية: George F. Emmons)‏ هو ضابط أمريكي، ولد في 23 أغسطس 1811 في كلارندون في الولايات المتحدة، وتوفي في 23 يوليو 1884 في برينستون في الولايات المتحدة.